# 2001年9月中国大陆

## 9月20日
- 中共中央印发《公民道德建设实施纲要》，提出要把法制建设与道德建设、依法治国与以德治国紧密结合起来，逐步形成与发展社会主义市场经济相适应的社会主义道德体系[1][2][3]。

## 9月24日
- 9月24日至26日，中共十五届六中全会召开。全会通过《关于加强和改进党的作风建设的决定》，提出作风建设“八个坚持、八个反对”的要求[4][5][6]。